# Boston Harbor (häst)
Boston Harbor, född 4 april 1994, död 9 mars 2021, var ett engelskt fullblod, mest känd för att ha segrat i Breeders' Cup Juvenile (1996).

## Bakgrund
Boston Harbor var en brun hingst efter Capote och under Harbor Springs (efter Vice Regent). Han föddes upp på Overbrook Farm nära Lexington, Kentucky. Han tränades under sin tävlingskarriär av D. Wayne Lukas.

## Karriär
Boston Harbor tävlade mellan 1996 och 1997. Under tävlingskarriären sprang han in totalt in 1 934 605 dollar på 8 starter, varav 6 segrar och 1 andraplats. Han tog karriärens största seger i Breeders' Cup Juvenile (1996). Han segrade även i Breeders' Futurity Stakes (1996), Kentucky Cup Juvenile Stakes (1996) och Bashford Manor Stakes (1996).
Boston Harbor hade en spektakulär tvååringssäsong där han tog 6 segrar och 1 andraplats på 7 starter. Då han segrat i fyra Kentucky stakes-löp, fick Boston Harbor en miljon dollar i bonuspengar. Han reds av framtida US Racing Hall of Fame-jockeyn Jerry Bailey. Boston Harbor avslutade säsongen 1996 med att ta sin fjärde raka seger, då han segrade i Breeders' Cup Juvenile, som det året reds på Woodbine Racetrack i Toronto, Ontario, Kanada. Han sprang under tvååringssäsongen in 1 928 605 dollar, vilket var nytt rekord för tvååringar.
Boston Harbor tävlade bara en gång vid som treåring, då han tvingades att avsluta tävlingskarriären på grund av en allvarlig benskada.

### Som avelshingst
Efter tävlingskarriären var han verksam som avelshingst på Overbrook Farm i Kentucky. Hösten 2001 skickades Boston Harbor till uppfödare i Japan, och stod som avelshingst på det berömda Shizunai Stallion Station i Hokkaido.

### Död
Boston Harbor avled i Japan den 9 mars 2021.